# 北川哲也
北川 哲也（きたがわ てつや、1973年4月18日 - ）は、東京都江戸川区出身の元プロ野球選手（投手）。

## 経歴
暁星国際高校には、同校が野球部の強化を始めた時期の1期生として入学。エースとして臨んだ2年夏の千葉県大会では、決勝で成田高校に敗れた。翌年夏は県大会初戦（2回戦）で敗れた。高校時代は小笠原道大とバッテリーを組んでいた。石井一久とは同学年で「右の北川、左の石井」と言われた。
高校卒業後は日産自動車に入社。同僚の川尻哲郎らとともに活躍し、1994年の第21回社会人野球日本選手権大会では準優勝に貢献し、敢闘賞を受賞した。キレのある145km/hの速球とスライダー、ナックルボールが武器。同年のドラフト会議前にヤクルトスワローズの逆指名を表明。ドラフトではヤクルトが1位指名で交渉権を獲得し契約金1億円、年俸1200万円（金額は推定）で入団合意した。
入団1年目から中継ぎなどで登板したが、1997年オフに脱税行為をしていたことが発覚し在宅起訴される。判決公判で懲役10月、執行猶予3年、罰金350万円の有罪判決が言い渡され、コミッショナーからは1998年の開幕日から4週間の出場停止と制裁金70万円の処分を受けた。
1998年5月23日の対中日ドラゴンズ戦でプロ初勝利を挙げるが、相手の星野仙一監督は「おれの晩年のようなスピードの投手を打てなきゃ勝てん」、自軍の野村克也監督は「オールチェンジアップや」というなど、球の遅さが強調されるコメントだった。8月25日の対広島東洋カープ戦で初の完投勝利を挙げた。
1999年は登板機会がなく同年限りで戦力外通告を受け、千葉ロッテマリーンズの入団テストを受けるも不合格に終わり現役を引退した。
その後は社会人野球チームのシダックスに所属した。引退後もしばらくは社業に就き、現在は体育系学生の就職支援会社に勤務。また少年野球・東京城南ボーイズで指導。

## 詳細情報

### 年度別投手成績
| 年 度     | 球 団     | 登 板 | 先 発 | 完 投 | 完 封 | 無 四 球 | 勝 利 | 敗 戦 | セ 丨 ブ | ホ 丨 ル ド | 勝 率 | 打 者 | 投 球 回 | 被 安 打 | 被 本 塁 打 | 与 四 球 | 敬 遠 | 与 死 球 | 奪 三 振 | 暴 投 | ボ 丨 ク | 失 点 | 自 責 点 | 防 御 率 | W H I P |
| --------- | --------- | ----- | ----- | ----- | ----- | -------- | ----- | ----- | -------- | ----------- | ----- | ----- | -------- | -------- | ----------- | -------- | ----- | -------- | -------- | ----- | -------- | ----- | -------- | -------- | ------- |
| 1995      | ヤクルト  | 2     | 0     | 0     | 0     | 0        | 0     | 1     | 0        | --          | .000  | 14    | 3.0      | 6        | 1           | 0        | 0     | 0        | 2        | 0     | 0        | 3     | 3        | 9.00     | 2.00    |
| 1996      | ヤクルト  | 9     | 0     | 0     | 0     | 0        | 0     | 0     | 0        | --          | ----  | 64    | 12.1     | 24       | 4           | 3        | 0     | 0        | 8        | 1     | 0        | 17    | 17       | 12.41    | 2.19    |
| 1997      | ヤクルト  | 2     | 0     | 0     | 0     | 0        | 0     | 0     | 0        | --          | ----  | 11    | 2.0      | 4        | 1           | 0        | 0     | 1        | 1        | 0     | 0        | 2     | 2        | 9.00     | 2.00    |
| 1998      | ヤクルト  | 23    | 11    | 1     | 0     | 0        | 4     | 4     | 1        | --          | .500  | 351   | 80.0     | 85       | 7           | 28       | 1     | 3        | 44       | 4     | 0        | 35    | 34       | 3.83     | 1.41    |
| 通算：4年 | 通算：4年 | 36    | 11    | 1     | 0     | 0        | 4     | 5     | 1        | --          | .444  | 440   | 97.1     | 119      | 13          | 31       | 1     | 4        | 55       | 5     | 0        | 57    | 56       | 5.18     | 1.54    |

### 記録
- 初登板：1995年10月6日、対広島東洋カープ26回戦（明治神宮野球場）
- 初勝利：1998年5月23日、対中日ドラゴンズ8回戦（明治神宮野球場）
- 初完投：1998年8月25日、対広島東洋カープ22回戦（明治神宮野球場）
- 初セーブ：1998年8月30日、対中日ドラゴンズ22回戦（ナゴヤドーム）

### 背番号
- 34 （1995年 - 1999年）